# Estação Plaza Elíptica
Plaza Elíptica é uma estação da Linha 6 e Linha 11 do Metro de Madrid.

## História

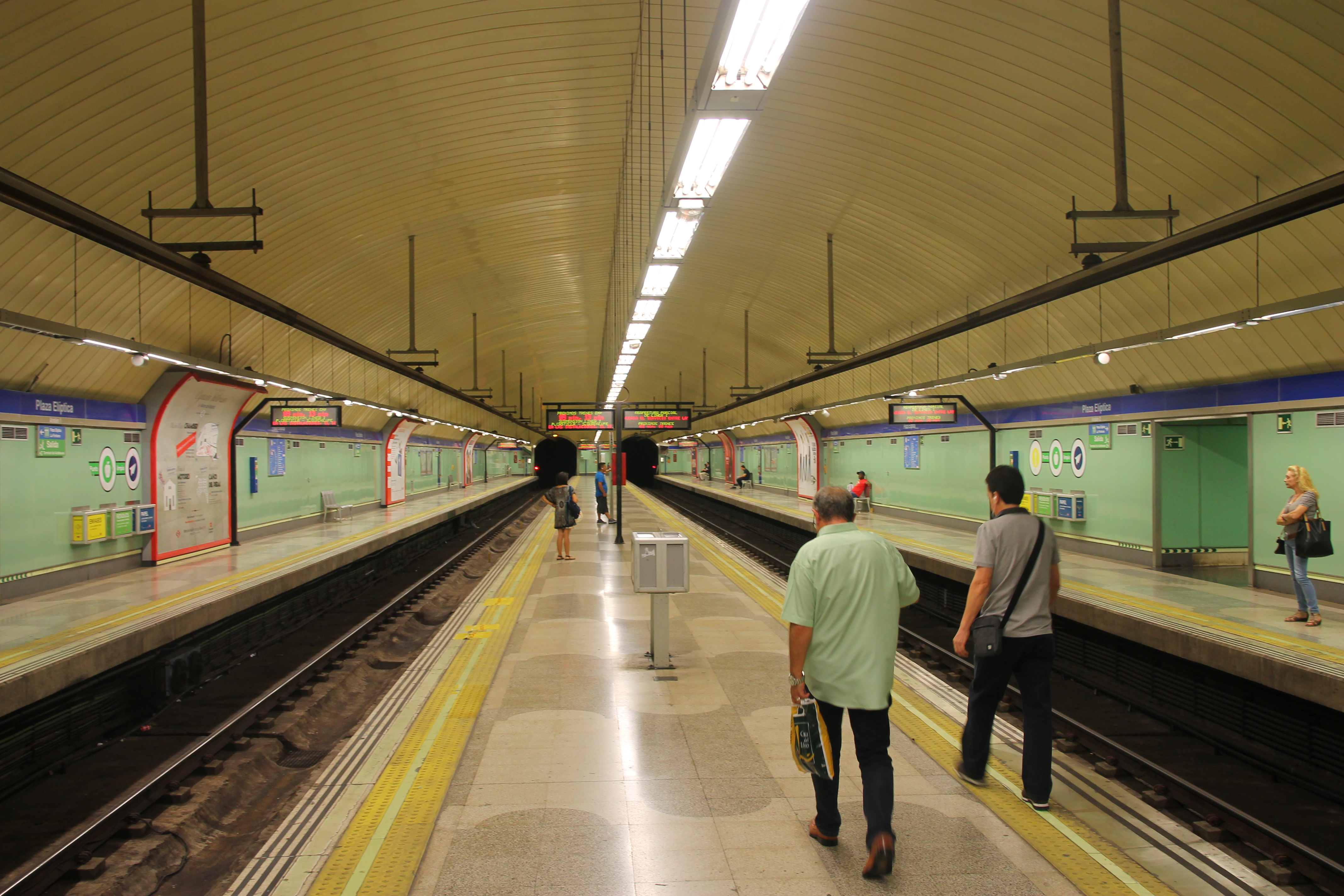
Plataformas de embarque Linha6.

A estação foi inaugurada em 7 de maio de 1981, juntamente com o trecho da Linha 6 entre as estações Pacífico e Oporto. Em 16 de novembro de 1998, ela serviu como ligação entre as lLinhas 6 e 11, quando a primeira seção da última foi inaugurada até a estação Pan Bendito.